# Balgo (Baskouré)
Pour les articles homonymes, voir Balgo.
Balgo est une commune située dans le département de Baskouré de la province de Kouritenga dans la région du Centre-Est au Burkina Faso.